# Richard Dacoury

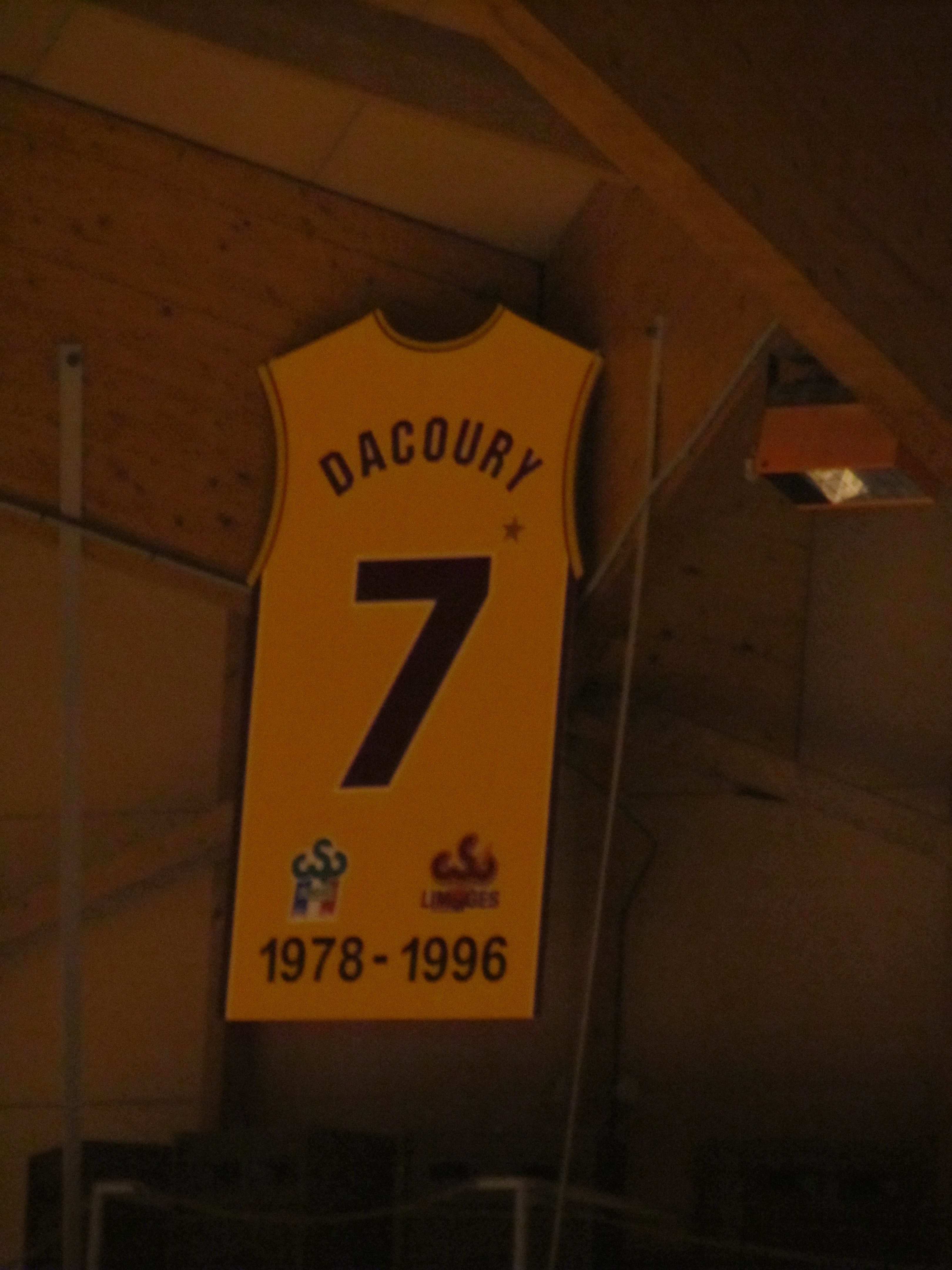
Zastrzeżony numer 7 należący do Dacoury’ego pod sufitem hali klubu CSP Limoges.

Richard Dacoury (ur. 6 lipca 1959 w Abidżanie) – francuski koszykarz pochodzący z Wybrzeża Kości Słoniowej, występujący na pozycjach obrońcy, olimpijczyk.

## Osiągnięcia
Drużynowe
- Zdobywca[1]:
  - Klubowego Pucharu Europy (1993)
  - pucharu:
    - Koracia (1982, 1983)
    - Europy Zdobywców Pucharów (1988)
    - Francji (1982, 1983, 1985, 1994, 1995)
    - Liderów Francji (1988, 1990)[2]
- Finalista pucharu:
  - Koracia (1987)[2]
  - Liderów Francji (1991, 1992)
- Brąz:
  - Pucharu Europy Mistrzów Krajowych (1990)
  - EuroPucharu (1997)
- Mistrz Francji (1983–1985, 1988–1990, 1993, 1994, 1997)[1]
- 5-krotny wicemistrz Francji (1982, 1987, 1991, 1992, 1998)
- 3. miejsce w turnieju McDonalda (1991)
- 4. miejsce w Klubowym Pucharze Europy (1995)

Indywidualne
- Francuski MVP ligi Pro A (1985)[2]
- 9-krotny obrońca roku ligi francuskiej (1987–1995)[2]
- Uczestnik:
  - FIBA All-Star Games (1987, 2 × 1991)
  - francuskiego All-Star Game (1987, 1989, 1990, 1991, 1994, 1995)[2]
- Powołany do udziału w spotkaniu FIBA EuroStars (1996 – nie wystąpił)
- Zaliczony do I składu turnieju McDonalda (1991)

Reprezentacja
- Uczestnik:
  - mistrzostw świata (1986 – 13. miejsce)[1]
  - igrzysk olimpijskich (1984 – 11. miejsce)[1]
  - mistrzostw Europy (1981 – 8. miejsce, 1983 – 5. miejsce, 1987 – 9. miejsce, 1989 – 6. miejsce, 1991 – 4. miejsce)[1]
  - mistrzostw Europy U–18 (1978 – 9. miejsce)